# Харшак, Андрей Александрович
Андре́й Алекса́ндрович Харша́к (р. 17 июня 1950) — российский художник, признанный мастер графики. Заслуженный художник Российской Федерации (2001), член Санкт-Петербургской организации Союза художников России.

## Биография
Представитель известной петербургской художественной династии Корниловых — Харшаков родился в Ленинграде 17 июня 1950 года.
Начальное образование — Ленинградская средняя художественная школа (СХШ). В 1975 году окончил графический факультет Института живописи, скульптуры и архитектуры им. И. Е. Репина Академии Художеств СССР (мастерская книжной графики под руководством профессора Г. Д. Епифанова) с присвоением квалификации художника-графика. Дипломная работа — серия цветных эстампов «На морской границе».
С 1996 года по 2003 год возглавлял кафедру графики Северо-Западного института печати и являлся художественным руководителем Санкт-Петербургского центра книги и графики.
С 2015 года возглавляет творческую мастерскую графики Российской академии художеств в Санкт-Петербурге.
В 2001 году А. А. Харшаку было присвоено почетное звание «Заслуженный художник Российской Федерации».
Автор иллюстраций к произведениям А. С. Грина, Р. Л. Стивенсона, А. Н. Толстого и др. Наиболее известные иллюстрации художника, экспонировавшиеся в России и многих зарубежных странах, — к роману М. А. Булгакова «Мастер и Маргарита» и роману Ф. М. Достоевского «Преступление и наказание».
Наряду с книжной графикой А. А. Харшак работает в области станковой графики, в технике цветного офорта, литографии и гуаши, занимается масляной живописью.
Работы художника находятся в музеях и картинных галереях России и мира: 
Государственном Русском музее ,  Российской национальной библиотеке, Музее политической истории России, Историко-художественном музей-заповеднике «Царское Село», Государственном музее русской литературы (Санкт-Петербург), Государственном литературном музее (Москва), Музее В. В. Маяковского (Москва), Музее истории Санкт-Петербурга, Государственном музее Ф. М. Достоевского (Санкт-Петербург), Литературном музее (Одесса), Красноярском художественном музее имени В. И. Сурикова, Музее современного искусства (Сосновый Бор), Новосибирской картинной галерее, Музее А. С. Грина (Феодосия), Кировском областном краеведческом музее (Киров), Национальной галерее (София, Болгария), Галерее «Цезар» (Фритсла, Швеция), Коллекции концерна Akso-Nobel (Швеция, Голландия), Коллекции фирмы Aselborn (Германия), Галерее «Консгхорнан» (Варберг, Швеция), Коллекции Дома правительства провинции Антверпен (Бельгия),Киевском национальном музее русского искусства (Украина, Серия иллюстраций к «Мастеру и Маргарите» М.Булгакова), а также в частных коллекциях в Болгарии, Финляндии, Швеции, Франции, Норвегии, Германии, Дании, США, на Кубе и в других странах.

## Выставки
- 2006 — выставка «19 художников», Санкт-Петербург, Литературно-мемориальный музей Ф. М. Достоевского
- 2006 — выставка в рамках Международного фестиваля «От авангарда до наших дней», Санкт-Петербург, Союз художников
- 2006 — выставка «VITA NOVA: новая жизнь книжной иллюстрации», Москва, Государственный музей А. С. Пушкина на Пречистенке
- 2007 — выставка «10 лет Центру книги и графики»
- 2007 — презентация иллюстраций к роману Ф. Достоевского «Преступление и наказание» в Музее А. Державина и музее Русской словесности
- 2007 — выставка в рамках фестиваля галерей «АРТ-Манеж», Москва, Большой Манеж
- 2008 — IV Биеннале графики, ЦВЗ Манеж;
- 2010 — Персональная выставка «Viva Familia» в Невской Куртине Петропавловской Крепости, Музее истории Санкт-Петербурга;
- 2010 — Персональная выставка в г. Нант, Франция;
- 2010 — юбилейная выставка «Издательству ВИТА НОВА — 10 лет», Санкт-Петербург, ЦВЗ «Манеж»
- 2010 — юбилейная выставка «Издательству ВИТА НОВА — 10 лет», Москва, Государственный музей А. С. Пушкина на Пречистенке
- 2011 — Выставка к 120-летию М. Булгакова Галерея «Стекло»;
- 2011 — выставка «Преступление и наказание», Санкт-Петербург, Библиотека книжной графики;
- 2011 — выставка Санкт-Петербургских художников на острове Дьё, Франция.
- 2011 — выставка "Книжная графика из коллекции издательства «Вита Нова». Беларусь, Минск, Национальный художественный музей
- 2011 — выставка "Книжная графика из коллекции издательства «Вита Нова». Вологда, Галерея современного искусства «Красный мост»
- 2011 — выставка «Андрей Харшак купил домик в деревне», Санкт-Петербург, StArtGallery[4]